# William James Johnson (homme politique canadien)
Pour les articles homonymes, voir William James Johnson et William Johnson (homonymie).
William James Johnson (18 novembre 1881-16 avril 1949) est un homme politique canadien de la Colombie-Britannique. Il est député provincial conservateur de la coalition de la circonscription britanno-colombienne de Revelstoke de 1945 à 1949,.